# Karła (krater)
Karła, krater karliński (ros. Карлинский кратер) – krater uderzeniowy położony w Tatarstanie w europejskiej części Rosji. Skały krateru odsłaniają się na powierzchni ziemi. Obszar krateru sięga od strony zachodniej do miasta Buinsk na granicy z Czuwaszją.
Krater ma 10 km średnicy i powstał około 5 milionów lat temu, najprawdopodobniej w pliocenie, w skałach osadowych.